# Happy Song
Happy Song is een single van de Nederlandse popzanger Waylon. Het is de derde single van zijn debuutalbum Wicked Ways, dat in augustus 2009 werd uitgebracht.

## Tracklist
| Nr. | Titel      | Duur  |
| --- | ---------- | ----- |
| 1.  | Happy Song | 03:31 |

## Hitnotering

### Nederlandse Top 40
| Hitnotering: 15-05-2010 t/m 19-06-2010 | Hitnotering: 15-05-2010 t/m 19-06-2010 | Hitnotering: 15-05-2010 t/m 19-06-2010 | Hitnotering: 15-05-2010 t/m 19-06-2010 | Hitnotering: 15-05-2010 t/m 19-06-2010 | Hitnotering: 15-05-2010 t/m 19-06-2010 | Hitnotering: 15-05-2010 t/m 19-06-2010 | Hitnotering: 15-05-2010 t/m 19-06-2010 |
| Week:                                  | 1                                      | 2                                      | 3                                      | 4                                      | 5                                      | 6                                      |                                        |
| -------------------------------------- | -------------------------------------- | -------------------------------------- | -------------------------------------- | -------------------------------------- | -------------------------------------- | -------------------------------------- | -------------------------------------- |
| Positie:                               | 39                                     | 33                                     | 31                                     | 31                                     | 25                                     | 32                                     | uit                                    |

### NederlandseSingle Top 100
| Hitnotering: 17-04-2010 t/m 19-06-2010 | Hitnotering: 17-04-2010 t/m 19-06-2010 | Hitnotering: 17-04-2010 t/m 19-06-2010 | Hitnotering: 17-04-2010 t/m 19-06-2010 | Hitnotering: 17-04-2010 t/m 19-06-2010 | Hitnotering: 17-04-2010 t/m 19-06-2010 | Hitnotering: 17-04-2010 t/m 19-06-2010 | Hitnotering: 17-04-2010 t/m 19-06-2010 | Hitnotering: 17-04-2010 t/m 19-06-2010 | Hitnotering: 17-04-2010 t/m 19-06-2010 | Hitnotering: 17-04-2010 t/m 19-06-2010 | Hitnotering: 17-04-2010 t/m 19-06-2010 |
| Week:                                  | 1                                      | 2                                      | 3                                      | 4                                      | 5                                      | 6                                      | 7                                      | 8                                      | 9                                      | 10                                     |                                        |
| -------------------------------------- | -------------------------------------- | -------------------------------------- | -------------------------------------- | -------------------------------------- | -------------------------------------- | -------------------------------------- | -------------------------------------- | -------------------------------------- | -------------------------------------- | -------------------------------------- | -------------------------------------- |
| Positie:                               | 89                                     | 96                                     | 94                                     | 46                                     | 51                                     | 74                                     | 81                                     | 81                                     | 94                                     | 96                                     | uit                                    |